# Campoplex erythrurus
Campoplex erythrurus là một loài tò vò trong họ Ichneumonidae.